# Museum op Schaal 1/7
Het Museum op Schaal 1/7 (Engels: Museum to Scale 1/7; Frans: Musée à l'Échelle 1/7) is een permanente tentoonstelling in Antwerpen, in de Stadscampus van de Universiteit Antwerpen. Werken van onder andere Panamarenko, Pierre Alechinsky en Anne-Mie Van Kerckhoven maken deel uit van de tentoonstelling, die werken toont in kleine museumzalen op schaal 1/7.

## Voorgeschiedenis
De tentoonstelling is een idee van kunsthandelaar en galeriehouder Ronny Van de Velde. Hij wilde een overzicht van de naoorlogse Belgische kunstgeschiedenis samenstellen, ruwweg van James Ensor tot het heden. In 2010 contacteerde hij Belgische artiesten met de vraag of ze deel wilden uitmaken van het project. Hij bood ze in ruil een maandwedde van een museumconservator aan.

## Inspiratie

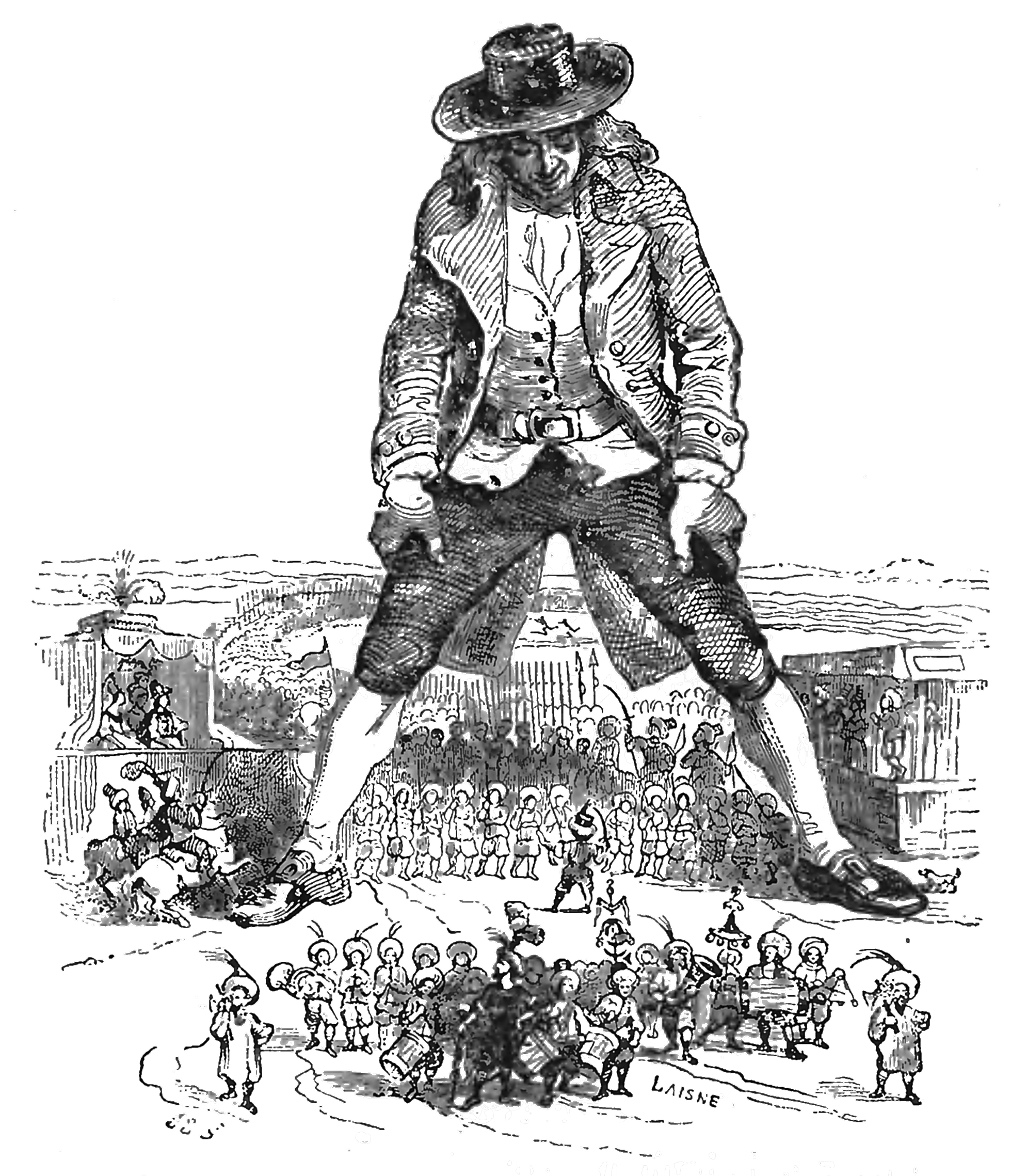
Een illustratie van Grandville in Gullivers reizen

Het idee achter het museum kwam vanuit verschillende hoeken. De belangrijkste aanleiding waren de negentiende-eeuwse illustraties die de Franse artiest Grandville tekende voor het boek Gullivers reizen van de Ier Jonathan Swift. De combinatie van grote en kleine elementen creëerde interessante verhoudingen. Van de Velde wist de originele pentekeningen aan te kopen in Parijs, en hing deze op in de eerste vitrine van de tentoonstelling.
Ook metaschilderijen zoals dat van de kunstcollectie van Leopold Willem van Oostenrijk, geschilderd door David Teniers II, waren een inspiratiebron, net als de wonderkamers uit de renaissance, de zoötropen uit begin negentiende eeuw en la Boîte-en-valise waarin Marcel Duchamp halverwege de twintigste eeuw zijn oeuvre in miniatuurversie samenvatte. Het Schubladenmuseum uit de jaren 1970 van de Duitser Herbert Distel vertoont eveneens veel gelijkenissen met deze tentoonstelling.
Elke vitrine, een museumzaal op schaal 1/7, is één meter breed, vijfenzestig centimeter hoog en zestig centimeter diep. Sommigen zijn gewijd aan een artiest, andere aan een kunststroming zoals het surrealisme, symbolisme, minimalisme of Cobra. Zowel beeldende kunst als mode, film en fotografie komen aan bod.

## Exposities
Van 21 tot en met 29 januari 2012 werden de eerste 24 vitrines van Museum op Schaal 1/7 voorgesteld op de kunst- en antiekbeurs BRAFA in het Brusselse Thurn en Taxis. Van 12 oktober 2013 tot en met 2 februari 2014 was de tentoonstelling, met 103 vitrines, te zien in de Koninklijke Musea voor Schone Kunsten van België in Brussel. De tentoonstelling verhuisde vervolgens naar de Verenigde Staten, waar deze van 15 maart tot en met 6 juli 2014 stond opgesteld in het Baker Museum, in Naples, Florida. Hierna was de tentoonstelling van 13 september tot en met 7 december 2014 in Nederland te bezichtigen. Toen werd deze namelijk getoond in de Kunsthal in Rotterdam. Van 18 maart 2017 tot en met 28 januari 2018 ten slotte was de tentoonstelling opgesteld in het Zwitserse museum Ghisla Art Collection in Locarno.
Er was ook interesse om de tentoonstelling in Frankrijk, Italië en Shanghai op te stellen, maar dit ging uiteindelijk niet door. In 2018 kreeg Universiteit Antwerpen de collectie in bruikleen van Van de Velde, waar deze een permanente plaats kreeg in de Stadscampus. Aanvankelijk werden er 54 vitrines getoond. Vanaf 2023 waren alle 106 vitrines te bezichtigen.

## Reacties en prijs
Belgisch galeriehouder Adriaan Raemdonck noemde de tentoonstelling in zijn boek De Panter praat "ronduit schitterend". Ook Nederlands schrijver Nicolaas Matsier liet zich in zijn boek Op onware grootte lovend uit over de tentoonstelling. De Nederlandse keramist Kees Schröder creëerde in 2018 een eigen versie van het Museum op Schaal 1/7, met intussen zestien zalen en getiteld Traces of Presence.
In maart 2024 mocht het Expertisecentrum voor Toegankelijke Media en Cultuur van de Universiteit Antwerpen, OPEN, de Language Industry Award voor Beste taaldienst in ontvangst nemen. Dit voor A Touch of Museum to Scale, een inclusieve audiogids voor de tentoonstelling. Onder meer audiobeschrijvingen, ondertiteling en Vlaamse Gebarentaal maakten deel uit van de gids. Er werden ook twee vitrines aan de tentoonstelling toegevoegd waarin de bezoekers mogen voelen, in tegenstelling tot de andere werken waar een doorzichtige wand voor hangt.